# 仰望半月的夜空
《仰望半月的夜空》（日語：半分の月がのぼる空），是刊載於日本電擊文庫的輕小說作品，作者為橋本紡，由山本启治（山本ケイジ）負責插畫。第一至第六卷為本編，第七及第八卷為番外短篇集，主系列已完結。曾於2006年1月播出改編電視動畫。
本作在這本輕小說真厲害！評選2005年第16名、2006年排名第10名、2007年第4名。
2006年10月開始，在日本東京電視台播放改編電視劇（包括《死神的歌謠》），由橋本淳飾演戎崎裕一，石田未來飾演秋庭里香。

## 概要
以作者成长的三重縣伊勢市作为舞台的恋爱小说。不过和实际的伊勢市有些区别，比較接近作者記憶中的伊勢。作品的主题是“不知何时会结束的日常”。在故事中，因为作者喜欢猫的缘故，可以看到对猫的描写。
另外一个特色是在文中经常能看到小说的登场。第一卷是芥川龙之介的《蜜柑》及英國女性作家、插畫家碧雅翠絲·波特（Helen Beatrix Potter）的《彼得兔》（Peter Rabbit），第二卷是宫泽贤治的《银河铁道之夜》（銀河鉄道の夜），第三卷是法國作家罗杰·马丁·杜·加尔（Roger Martin du Gard）的《蒂伯一家》（法語：Les Thibault, a roman fleuve），第四卷是中岛敦的《山月记》，第五、六卷是太宰治的《人間失格》。短篇的第七卷中，森鸥外的《高濑舟》有登场，第八卷中登场的是美國女性作家露依莎·奥尔柯特（Louisa May Alcott）的《小妇人》（Little Women）。另外，配角的人名经常是由作家而来。
文中以独特的换行方式，將登场人物的內心話 (心境) 以逐條列出式呈現之手法，還有作者對於風景、場景、事件等的描述方式，都很能吸引讀者注意。
在以幻想和科幻類故事占多數的电击文库当中，像這樣單純描写日常的作品比较少见。誠如作者在後記中所說，本作在轻小说当中實屬異類。（在此之前，桥本纺也写过比较出类的《床单怪和周五的楼梯》）。
另外，因為作者是一位無可救藥的愛貓人士的緣故，以這個作品為首，在很多小說中都有以各種形式安排讓貓咪登場。
本作的读者多为10几到20几岁。本作在描述“人的生死和日常的虚幻”这方面，受到很高的评价。

## 故事介紹
男主角 戎崎裕一 在高中二年级的冬天突然因為A型肝炎而住進市立若葉醫院，過了2個多月枯燥無趣的休養生活。某一天，經由護士 谷崎亞希子 的介紹，認識了與自己同年，外表可愛但卻超級任性的住院少女 秋庭里香。然而因為初次見面時的某些不利因素，從此展開了以里香為中心的奴隸生活。剛開始兩人的往來非常普通，但後來里香親口告知她的心臟患有嚴重的病症，就算動手術成功機率也不高，讓裕一感到不知所措。另一方面，裕一也逐漸察覺到自己對里香懷有什麼樣的感覺。而稍後登場的里香的主治醫師 夏目吾郎，更是屢次在裕一和里香之間興起一波波浪潮，讓兩人間的關係動盪不定。鄉下的地方醫院與高中校園，以伊勢小鎮為舞台，在里香、夏目、亞希子和其他朋友等人的圍繞之下，裕一和周遭產生個各式各樣的關係，而平凡無華的故事就這個樣子逐步進展當中...

## 人物介紹
※聲優依序為廣播劇∕特典廣播劇∕電視動畫。
戎崎 裕一（聲優：關智一∕水島大宙∕鈴村健一）
男主角，17歲的高二學生，也是多田珍藏品的繼承人。對已經過世的父親抱有憎惡的感情，原因是父親生前完全沒有負起照顧家庭的責任。但即使如此，仍然很懷念與父親相處的快樂時光。由於感染A型肝炎而在升高三之前的冬天住進若葉醫院，在院中遇到了美少女秋庭里香，並喜歡上她。跟里香相處時處於完全的弱勢，被罵時就只能乖乖道歉，被提出無理要求時也無法辯解；雖然裕一本身也覺得自己很窩囊，但為了里香，他並不在乎這樣沒用的自己。
因為里香拜託他幫忙照相的緣故，對相機開始產生興趣，後來更是隨時都把相機帶在身上，甚至學會了如何自己在暗房沖洗相片（但只懂沖洗黑白相片），而使用相機是父親生前以二十萬日圓購買的NIKON單眼相機。對職業摔角也有濃厚興趣，跟司很有得聊，似乎是個摔角御宅族（但本人對此完全否認）。因為小學三年級在池塘溜冰場發生的某件糗事，得到了「三萬」這個綽號（而且緣由還被里香知道了），所以本人非常討厭有人這樣叫他。
因住院關係而有四個月時間沒去上學，雖然有繳交報告和努力唸書，但在升級考當天發高燒缺考，因此留級重讀高二。
秋庭 里香（聲優：川澄綾子∕田村由香里∕高橋美佳子）
17歲的女主角，興趣是讀書，喜歡的食物是橘子。雖然與裕一相同，兩人的父親都已經過世，但里香十分喜愛她的父親。患有與父親相同的先天性心臟瓣膜不全症，因此心臟的瓣膜組織十分脆弱，不好承受開刀手術。因為從小時候就一直住院的關係，從來沒有上過學，雖然長得可愛，但個性卻超級任性並且自我中心，讓周遭的人難以與其相處。曾經多次將負責照顧她的醫師和護士欺負到哭，算是一個讓人頭疼的麻煩病患。
在年幼時期父親曾經帶她去過砲台山，里香對這個回憶一直念念不忘（但她原本並不知道那座山的名字與地點）。在某次機緣之下得到裕一的幫助，由他騎輕型機車載著再次來到砲台山，重溫兒時回憶，並做好接受手術的覺悟。從那次事件之後雖然性格沒有多大改變，但逐漸對裕一打開心扉。
在接受手術並且成功之後，恢復情況良好，後來順利出院。來到伊勢之前已經在濱松通過高中入學考試，出院後通過裕一所讀高中的入學考試，成為18歲的高一新生。
谷崎 亞希子（聲優：廣津佑希子∕雪野五月∕小平有希）
若葉醫院的25歲的護士。如果只看臉蛋可以算得上是位美女，雖然希望能夠當一位溫柔的護士小姐，但其實她的言行舉止相當粗暴，而且是屬於先動手才動口的性格。不過在內心卻溫柔地守護著裕一與里香，衷心期盼他們倆能夠有幸福的將來。
她在學生時期曾當過暴走族，是個不折不扣的太妹。從14歲就開始抽煙，當上護士後也會在工作之餘跑到醫院屋頂吞雲吐霧（特技是連續吐出3個煙圈），目前給自己訂出每天最多7根煙的規則。過去所騎乘的交通工具是本田CB400，現在的愛車則是經過改裝的日產 S15-SILVIA，有時候也會顯露出她愛競速狂飆的一面。
在裕一和里香出院之後仍然繼續她的護士工作，不過因為新任的護士長對她「特別關照」，讓她的日子很不好過。在夏目離開醫院赴美之前贈送他一條圍巾當作餞別禮。
夏目 吾郎（聲優：無∕小西克幸∕平田廣明）
里香的主治醫師。年紀約30歲初頭，不過外表比實際看起來更年輕。醫術非常高明卻十分怠惰，個性有些歇斯底里，有抽煙和飲酒的習慣。對裕一採取十分嚴苛和刁鑽的態度，並且有事沒事還會惡整裕一，導致裕一對他敬而遠之。不過這種態度是由於夏目自己的親身經歷所造成，他感覺到裕一現在的境遇與自己過去的情況十分相似，因而把裕一和過去的自己重疊在一起來看待。
原本在K大醫局順利地修習菁英課程，是個充滿抱負的野心家，而且曾經有過扶搖直上的升職機會；但因為選擇陪伴愛妻小夜子，而毅然製造事件離開大學，轉調到靜岡的醫院，並在那裡練就出他的高超醫術。後來似乎是因為被降級才來到若葉醫院。
在里香和裕一出院後仍然繼續待在若葉醫院，不過約半年之後受到邀請而離開日本，前往美國醫界去了。
夏目 小夜子（聲優：無∕平野綾∕松来未祐）
夏目吾郎的妻子，本名樋口小夜子，是吾郎在這個世上最重視的人，也是造成他對於裕一和里香的關係固執的主因。無論行為表現或者說話聲音都給人一種「軟趴趴」的感覺。喜歡欣賞瓷器和陶器，博物館參觀時經常流連忘返。愛貓成痴，自稱擁有一種可以吸引貓咪，叫做「貓功」的特殊能力。
與吾郎在高中時認識並開始交往（吾郎對她一見鍾情），兩人高中畢業後一起到東京升學，大學畢業後便馬上結婚。原本和在K大慢慢往上爬的吾郎共同努力過生活，但因為被發現患有自發性心肌病變，後來搬到環境較好的靜岡去修養（吾郎也因此轉調到靜岡的醫院）。
小夜子所患的心肌病變屬於擴張型，是醫學上無法根治的疾病（發作時僅50%機率救活，就算未發作也只有約5年存活期），在靜岡平安度過幾年時間後還是復發，雖然身為胸腔外科專家的吾郎用盡一切手段治療，最後仍然回天乏術。
在靜岡醫院時期，曾以《銀河鐵道之夜》的相關知識，幫助吾郎馴服當時還是小學生的里香。
世古口 司（聲優：三浦祥朗∕石塚堅∕小伏伸之）
裕一的好友。身高187公分（而且還在長高中），體重約90公斤。雖然外表粗壯但性情溫和，個性憨厚老實、平易近人，而且還是個喜歡小動物，著迷天文並對料理充滿興趣的「溫柔肌肉男」少年。製作甜點的技術超群，在家政教室簡直技壓群「雌」，因此於女生群中擁有廣大人氣。夢想是擁有一家賣料理的店。
和裕一認識是由於發生在高二第一學期的流浪小貓尋主事件，從那之後兩人成為好友。充滿古道熱腸，為了幫助朋友義不容辭，可以兩肋插刀在所不惜，是個重友情、有骨氣、講義氣的男子漢。另外也是個職業摔角的愛好者，在和裕一行動時有時會戴上面具來隱藏身份（其中一個原因是有親戚在醫院內工作），特別喜歡墨西哥摔角。
後來由於「結婚登記書」事件而和水谷美雪交往，畢業後便跟美雪一起離開了伊勢，到東京的知名料理店拜師學藝。
山西 保（聲優：無∕泰勇氣∕笹沼晃）
裕一的兒時玩伴。性格輕率（經常做些容易被周遭給輕視的醒目行為）、厚臉皮（藉探病名義大方品嚐裕一的慰問點心）、愛面子（將被裕一修理的臉傷謊稱為是和不良份子奮戰過的傷痕），還在學校到處散播裕一的八卦消息。有個綽號叫做「太子」，裕一和美雪都會這麼稱呼他。家境比較富有。
雖然從小就和裕一認識，而且兩人總是打打鬧鬧、聊些沒營養的東西，不過交情並不算多深厚，在裕一看來就是普通朋友的程度而已。不過對山西而言，裕一卻似乎是一個他可以傾訴內心話的重要朋友。不知是出於好玩心態或者是真心著想，不過山西是「結婚登記書」事件的始作俑者。
在高中畢業後到大都市（大阪、京都、東京等地）讀書是他的希望，不過目標都是些三流的私立大學。
水谷 美雪（聲優：無∕水橋香織∕松岡由貴）
裕一的青梅竹馬，兩人幾乎從小嬰兒時期就已經認識了，總是稱呼裕一為「小裕」。小時候總是跟裕一一起行動，甚至可說是裕一的跟屁蟲；但上了高中後卻慢慢疏遠，而且高一時因為某次事件導致兩人間有些尷尬，見面也變少了（不過對裕一的稱呼方式並未改變）。因為裕一為了里香的事情，硬著頭皮來找美雪幫忙的緣故，兩人再度恢復交情，也因此認識了里香。在里香手術後住院期間，曾不時去陪她聊天，後來還變成里香最要好的朋友。對於裕一和里香之間的關係感到非常羨慕。
後來因為「結婚登記書」事件與世古口司交往。因為要讀的大學在東京（或者應該說為了司而選擇東京的大學），畢業後便跟司一起離開了伊勢，前往東京。
多田 吉藏（聲優：矢田耕司∕西川幾雄∕矢田耕司）
和裕一同是住院病患的老爺爺，高齡73歲（外表看起來接近80歲），不過行動 (步伐) 意外地相當敏捷。其實他是個相當好色的老頭，稱呼亞希子為「亞希子親親」，並經常趁機偷吃她的豆腐，然後裝虛弱來蒙混過關。因為自己年輕時在感情上的不如意，曾經給予裕一一些中肯的建言。為了應付無趣的住院生活，費時良久收集了大量被稱為「多田收藏」的色情書刊，數量之多高達數百本甚至上千本，讓許多同樣住院的老人家們都自嘆不如。
多田在裕一住院期間與世長辭，生前最後的遺言居然是將「多田收藏」轉讓給裕一，後來那些書刊便被稱為「戎崎收藏」（但最後因為裕一不願讓里香討厭而忍痛將書刊都燒掉了）。
與謝野 美沙子（聲優：無∕無∕小林沙苗）
谷崎亞希子國中時代便認識的朋友。是個標緻美女，學校畢業後到東京發展，從事平面模特兒工作，但為了照顧生病的父親，身為獨生女的她雖然不甘願也只能放棄事業返回伊勢。
在裕一因為里香病情而內心動盪不安的時候，邀他到自己住處並企圖誘惑他，最後因為亞希子及時阻止而以失敗收場。後來憑著自己的姿色釣上了某個企業的小開，不過也只是抱著玩玩的心態。在裕一學校舉辦文化祭的時候曾跟男友一起去參觀，並在走廊上與裕一不期而遇，兩人毫無互動地擦身而過。愛車是標緻汽車（Peugeot）。
戎崎 誠一
戎崎裕一的父親。是個好賭之徒同時也是個酗酒者，但也有一些像攝影、電玩等比較正向的興趣。由於他不負責任的行為（例如將家裡的錢全拿去賭馬輸光），總是讓裕一和裕一的母親感到很為難。最後因為酗酒搞壞了身體，在裕一14歲時離開人世。
裕一對這位差勁的父親可說充滿恨意，對人對己都是以「混蛋老爸」來稱呼他，不過心中還是懷著少數年幼時和父親共處的美好回憶。其中誠一說過的話「遇到喜歡的女孩子要好好珍惜她」，對裕一有很深的影響力。另外誠一生前非常寶貝的 Nikon 單眼相機，後來變成裕一隨身攜帶用來拍照的重要物品。
秋庭 玲二
秋庭里香的父親。是個喜歡讀書的人，擁有相當大量的小說。和里香有著同樣的心臟方面疾病（應該說里香的病是遺傳自父親），約10年前接受手術，但在過程中不治死亡。在即將動手術之前，曾拖著虛弱的身體帶年幼的小里香一起登上砲台山，這段父女共處時光一直是里香非常難忘的回憶。雖然同樣是失去父親的孩子，但和裕一對老爸滿是恨意的情感不同，里香非常喜歡自己的爸爸（稱呼父親為"爹地"），充滿無限的思念。
當年玲二在追求里香母親時，使用《蒂伯一家》書中的台詞代替不擅言詞的自己求婚。這個方法在約20年後被女兒里香如法炮製，在手術前對裕一表白自己的心意，而後來裕一也以同樣方式回應自己對里香的感情。
世古口 鐵
世古口司的哥哥，裕一稱他為「鐵哥」。高中時代是日本三重縣最大的暴走族的總長，擁有各式各樣的傳說。身高超過190公分，體重達100公斤，擁有滿身肌肉的強健體格，從一些大型的大相撲團體、職業摔角團體等都曾經有星探前來挖角。登場時穿戴的面具為馬斯卡拉斯假面。
在裕一實行屋頂盪繩計劃時受託前來幫忙，和扮演多斯卡拉斯假面的司兩人聯手，成功讓裕一抵達東樓。無論小說版或者動畫版，該次事件都是鐵哥在本作品中唯一一次的實際登場。
近松 覺正
裕一等人所就讀的高中的國文老師，現年42歲，將來預計接掌自家圓條寺，成為第17代住持（目前擔任住持的78歲老父尚未退休）。平常也負責學生訓導工作，巡視校園內是否有違規的學生，對工作盡責但非常嚴厲，學生們私下替他冠上「鬼大佛」這個綽號。
本身練過柔道（段數頗高），同時也擔任學校柔道社的顧問。對世古口司的強健身軀很感興趣，認為他是經過訓練後必有所成的人才，一直以來都在勸說司加入柔道社，不過都被司含糊其詞推託掉。鬼大佛一直對這件事耿耿於懷。
吉崎 多香子
16歲的高一學生，秋庭里香的同班同學。外表長得還算滿有姿色，在一年級學生中可以排前幾名，但還是完全無法跟里香匹敵。到國中為止很在意 (拘泥於) 一個班級裡面的女生之間的上下階層、人際關係、小團體、小圈圈等意識型態的東西，而且每次都位居於領導地位的最上層。進高中後原本也是班上女生中的大姊頭，仗著階層關係孤立弱者，因為看不慣里香而不知好歹地對她出手；但要比壞心眼的話，吉崎根本不是里香的對手，結果不但被里香使計敗陣下來，還落得被全班同學孤立的下場。
和里香之間原本存在著有點尷尬的氣氛（不過這可能只是吉崎單方面這麼認為），但在一次機緣之下，兩人碰巧在同一間神社打工（販買神符和御守），因為一個小插曲而奇妙地化解了兩人之間的心結。從此之後兩人變得會互相往來，吉崎也會禮貌地以「學姊」稱呼里香，而且在班上的處境也稍微改善了。
太宰
裕一等人所就讀的高中的老師，熟悉日本文學，在女生中受到歡迎。
久保田 明美
亞希子的護士學妹，和亞希子個性相反，屬於內向靦腆的類型。她是裕一等人所就讀的高中的畢業生，以前曾參加過演劇部。對夏目懷著憧憬。
世古口 三郎
司的祖父，現年78歲，是料理店「滿腹亭」年紀最大的常客。
岸田 麻理子
裕一的補習班的實習講師。是個大學生但外表卻像高中生，綁起辮子時甚至像個國中生。對教育工作十分認真，被裕一形容為「熱血的麻理子老師」。
東条 鋼蔵
若葉病院的院長，三重縣醫學界權威。父親為戰時的軍醫總監海軍省醫務局長。不論在醫學界或在醫內都被視為徹頭徹尾的耿直死硬派。
森
夏目吾郎在高校時代的朋友。
澤口 有希
在夏目吾郎研修的病院工作的護士，頭髮染成褐色，是個外型亮眼的美女。
田島
夏目吾郎在研究所的前輩。曾和夏目在同一醫院工作。
正岡
和夏目吾郎隸屬同一醫院，被夏目當在競爭對手，後來轉到島根的S醫院。
佐和
裕一夢中的上司。
中原 義晴
於短集篇(番外篇)中登場的角色。駕駛的車是銀色的CAMRY，在山上的瞭望台和亞希子交談後發生交通意外，住進若葉病院檢查一段時間。

## 小說一覽

### 日文
1. 半分の月がのぼる空 looking up at the half-moon ISBN 4-8402-2488-9（2003年10月25日）
2. 半分の月がのぼる空2 waiting for the half-moon ISBN 4-8402-2606-7（2004年2月25日）
3. 半分の月がのぼる空3 wishing upon the half-moon ISBN 4-8402-2783-7（2004年9月25日）
4. 半分の月がのぼる空4 grabbing at the half-moon ISBN 4-8402-2936-8（2005年2月25日）
5. 半分の月がのぼる空5 long long walking under the half-moon ISBN 4-8402-3145-1（2005年9月25日）
6. 半分の月がのぼる空6 life goes on ISBN 4-8402-3306-3（2006年2月25日）
7. 半分の月がのぼる空7 another side of the moon-first quarter ISBN 4-8402-3450-7（2006年6月25日）
8. 半分の月がのぼる空8 another side of the moon-last quarter ISBN 4-8402-3519-8（2006年8月25日

### 中文
台灣中文版小說由台灣角川代理發行。全套共8卷（本篇6卷、短篇2卷）已於2008年4月26日出版完畢。
1. 仰望半月的夜空1（looking up at the half-moon）（2006/07/04） ISBN 9861741011
2. 仰望半月的夜空2（waiting for the half-moon）（2006/09/02） ISBN 9861741267
3. 仰望半月的夜空3（wishing upon the half-moon）（2006/12/20） ISBN 9861742018
4. 仰望半月的夜空4（grabbing at the half-moon）（2007/04/04） ISBN 9789861743011
5. 仰望半月的夜空5（long long walking under the half-moon）（2007/08/24） ISBN 9789861744483
6. 仰望半月的夜空6（life goes on）（2007/11/26） ISBN 9789861745183
7. 仰望半月的夜空7（another side of the moon - first quarter）（2007/12/29） ISBN 9789861745794
8. 仰望半月的夜空8（another side of the moon - last quarter）（2008/04/26） ISBN 9789861746432

中國大陸簡體中文版小說由天聞角川代理，湖南美術出版社出版。
1. 仰望半月的夜空1（looking up at the half-moon）（2010/10/01） ISBN 978-7-5356-3908-0
2. 仰望半月的夜空2（waiting for the half-moon）（2010/12/23） ISBN 978-7-5356-4130-4
3. 仰望半月的夜空3（wishing upon the half-moon）（2011/03/10）ISBN 978-7-5356-4299-8
4. 仰望半月的夜空4（grabbing at the half-moon）（2011/04/01）ISBN 978-7-5356-4319-3
5. 仰望半月的夜空5（long long walking under the half-moon）（2011/06/20） ISBN 978-7-5356-4454-1
6. 仰望半月的夜空6（life goes on）（2011/09/20） ISBN 978-7-5356-4733-7
7. 仰望半月的夜空7（another side of the moon - first quarter）（2011/12/05） ISBN 978-7-5356-4874-7
8. 仰望半月的夜空8（another side of the moon - last quarter）（2012/03/05） ISBN 978-7-5356-5109-9

## 漫畫
在「月刊電擊COMIC gao!」雜誌上漫畫化連載， 由負責漫畫，原作插畫家負責人物設定。當初由於作者的身體狀況不佳之緣故，自2007年3月號開始長期休載（休息），然而「COMIC gao!」月刊卻在2008年4月號公告休刊一事，以書面形式發表了連載終止的消息，結果此作變成了歷經長達1年以上的休載期間，最後卻終止連載的作品。
1. 仰望半月的夜空1 ISBN 9861742484
2. 仰望半月的夜空2 ISBN 9789861743943

## 畫集
小說版插畫家的相關畫集「半月－HANGETSU－」，內容收錄超過220幅全彩插畫，並收入了橋本紡的短篇外傳小說「花冠」。繁體中文版由台灣角川代理，於2008年12月發售。
- 日文版 ISBN 4840236968
  - 規格：平裝 / 112頁 / 30*22 cm / 彩色印刷 / 普級
- （台/港）中文版 ISBN 9789861748641
  - 規格：平裝 / 112頁 / 21.0*29.7 cm / 彩色印刷 / 普級
- （陸）中文版 ISBN 978-7-5356-5108-2
  - 規格：精装 / 112頁 / 30*23 cm / 彩色印刷

## 動畫
於2006年1月12日至2月23日在WOWOW播放，全劇共6集。

後在2007年1月5日至2月9日於TOKYO MX再次播放，此外在2007年10月8日至10月29日於tvk以傑作選的形式播出第1～4集。

動畫版主要改編自原作小說第1～4卷，有高達9成以上忠實呈現原作劇情，配上小部分的修改設定。

### 各話標題
| 集數 | 日文標題 | 中文標題（暫譯）             | 取材來源                 |
| ---- | -------- | ---------------------------- | ------------------------ |
| 01   |          | 亞希子小姐與少女與芥川龍之介 | 小說第1卷                |
| 02   |          | 多田收藏的相傳               | 小說第2卷-前半部         |
| 03   |          | 戎崎收藏的末日～接下來       | 小說第2卷-後半部         |
| 04   |          | 只有一天的學校生活           | 小說第3卷-前半部         |
| 05   |          | 被暫停的一分鐘               | 小說第3卷-後半部         |
| 06   |          | 我們倆的雙手                 | 小說第4卷、第5卷最後部份 |

### 製作人員
- 原作：橋本紡
- 插畫：山本啓治（MediaWorks Inc.電擊文庫刊）
- 企劃：北浦宏之（WOWOW）、久米憲司（Pony Canyon Inc.）、小山直子（MediaWorks Inc.）
- 系列構成：高山克彥
- 角色設定、總作畫監督：小原充
- 美術監督：中村隆、楠元祐也
- 色彩設定：長谷川一美
- 攝影監督：佐藤陽一郎
- 編輯：岡祐司
- 音樂：光宗信吉
- 音響監督：榎本崇宏
- 音響效果：蔭山滿（Fizz Sound Creation co.）
- 錄音調整：西澤規夫
- 錄音助手：杣澤佳枝
- 錄音工作室：整音工作室
- 錄音製作擔任：北垣貴司
- 錄音製作：Dream Force
- 動畫監督：川人憲治郎
- 監督：石黑達也（Pony Canyon Inc.）
- 導演：松下之宏
- 動畫製作：Group Tac Co.
- 製作：Pony Canyon Inc.

### 主題曲
- 片頭曲

作詞、作曲：相澤大（macado）／編曲：凸（macado）
演唱：nobuko
- 片尾曲

作詞：／作曲、編曲：凸（macado）
演唱：nobuko

### 動畫版與原作的主要差異
- 動畫版中因為篇幅有限、呈現手法略異、人物初登場方式等因素，讓山西保和水谷美雪這兩位角色給人的印象（個性、態度等）與小說版的不太相同（沒有那麼鮮明和深刻）。
- 小說版中，里香不慎掉到屋簷上的寶貝書《銀河鐵道之夜》，是被夏目撿回並擺放另一本漫畫書以惡整裕一；動畫版中，《銀河鐵道之夜》是由裕一親自撿回並放回里香身旁。但兩者的後續結果都相同：深受感動的里香原諒了裕一。
- 小說版，世古口司每次偽裝身份（模仿職業摔角選手）時所戴的假面都不一樣；動畫版中，司每次都戴著固定的斑馬Z假面。
- 小說版中，夏目向亞希子述說自己的陳年往事時，整個過程裕一並不在場；動畫版中的設定，裕一有偷聽到部分夏目的過往。
- 小說版，裕一之所以決定從屋頂盪繩爬牆到東樓見里香，契機在於作了一場24歲時的夢；動畫版中，裕一是因為聽到夏目過去的遭遇，而毅然決定實行盪繩計劃。
- 在小說版（第4卷）中佔重要篇幅的夏目吾郎的過往回憶，動畫版因為時間有限的關係，僅能以極度濃縮的方式呈現（夏目和小夜子高中時期的故事完全被略過，而大學畢業結婚後在K大時期的往事也以極精簡的方式交代）。
- 動畫版中，里香的母親在目睹（因盪繩事件而來到病房）裕一與里香的談話之後，很快便受到感動而承認裕一，將女兒託付給他；小說版中，里香母親在那當下，甚至是之後的一段時間，都還無法諒解裕一（甚至懷著恨意），直到裕一賭上一切前來懇談之後才終於肯定他。
- 動畫版片尾曲的最後一幕，為裕一和里香兩人結婚典禮的照片 (和所有熟人們一起拍的合照)(?)，小說版中從來沒有交代過那麼遙遠的未來；不過在小說第八卷（短篇集2）〝雨 fandango〞中，話劇社公演結束後，穿著燕尾禮服和結婚禮服（皆為戲服）的裕一和里香，與好友們一同拍了紀念照片。另外在畫冊集的"花冠"一文中插畫有畫出裕一和里香以及他們的女兒在草原裡遊玩的情景。由此可見裕一和里香後來是有結婚並且生下一個可愛的女兒。

## 廣播劇
- 半分の月がのぼる空 ドラマCD vol.1

DISC1
1. プロローグ
2. 小夜子
3. わかってますから
4. 卒業
5. 小夜子決意
6. ふたりで一緒に
7. 研修醫時代
8. 新婚生活
9. 同僚
10. 子供なんいらない
11. 逃走
12. 三月記
13. 二人の歴史
14. 小夜子とふたりで
15. エピローグ.1 ~ごめんね~
16. エピローグ.2 ~それから~
17. 予告

初回特典ディスク one day
1. one day

- 半分の月がのぼる空 ドラマCD vol.2

DISC1
1. プロローグ～病院の暗い廊下～
2. 入院生活
3. 西病棟と東病棟
4. 醫者と看護婦の噓
5. 亜希子さんとの取引
6. 許してあげるわ
7. 奴隷の日々
8. カンロ飴
9. 雨に濡れた子貓
10. 手術室にて
11. 私、死ぬの。

DISC２
1. 司の部屋
2. 多田さんの死
3. 決意
4. 脫走
5. 終わりのある永遠に向かって
6. 回想
7. 砲台山へ至る道
8. 何故優しくしてくれるの？
9. 覚えていない言葉
10. 覚悟
11. エピローグ～病院の暗い廊下～
12. 予告

## 視覺小說
- 仰望半月的夜空 one day

時間是在第5集和第6集之間，裕一和里香出院之後的插曲。

## 電視劇版
改編日劇於2006年10月2日至12月25日每週二凌晨2:00—2:30（日本時間）於東京電視台播放。這是電擊文庫第一部被改編為電視劇的作品。
電視劇主要攝影及取材的地點為，原作小說中的舞台三重縣伊勢市及栃木縣佐野市。
演員列表
- 戎崎裕一：橋本淳
- 秋庭里香：石田未來
- 夏目吾郎：岡田浩暉
- 谷崎亜希子：吉野公佳
- 世古口司：中山卓也
- 山西保：中川真吾
- 水谷美雪：柏木貴代

主題曲
- 片頭曲（sacra）

## 電影版
仰望半月的夜空電影版在2010年4月3日上映。

### CAST
- 裕一：池松壮亮
- 里香：忽那汐里
- 夏目：大泉洋
- 亜希子：濱田マリ
- 保（裕一の友達）：加藤康起
- 司（裕一の友達）：川村亮介
- みゆき（裕一の友達）：緑友利恵
- 少年：森田直幸
- 少女：三浦由衣
- 里香の母：中村久美
- 螢雪次朗
- 西岡徳馬（特別出演）
- 夏目未来（夏目の娘）：芦田愛菜

### STAFF
- 導演：深川栄洋
- 劇本：西田征史
- プロデューサー：小榑洋史 豆岡良亮 柴原祐一
- 編集：坂東直哉
- 撮影：安田光
- 照明：長田達也

### 主題曲
『15の言葉』（阿部真央）

## 外部連結
- 動畫官方網站（页面存档备份，存于） （日語）
- 日劇官方網站（页面存档备份，存于） （日語）

## 節目的變遷
| 日本 WOWOW 星期四24:30節目      | 日本 WOWOW 星期四24:30節目                            | 日本 WOWOW 星期四24:30節目 |
| ------------------------------- | ----------------------------------------------------- | -------------------------- |
|                                 | 仰望半月的夜空（動畫） （2006年1月－2006年2月）       |                            |
| SHUFFLE!                        | 死神的歌謠（動畫）                                    |                            |
| 日本 東京電視台 星期一26:00節目 |                                                       |                            |
| GiRLS LoVER                     | 仰望半月的夜空（電視劇） （2006年10月2日－2007年2月） | 死神的歌謠（電視劇）       |
| 日本 TOKYO MX 星期五18:30節目   |                                                       |                            |
| 傳頌之物                        | 仰望半月的夜空                                        | 死神的歌謠（重播）         |